# Chiesa dell'Assunzione della Beata Vergine Maria (Caselle Landi)
La chiesa dell'Assunzione della Beata Vergine Maria è la parrocchiale di Caselle Landi, in provincia e diocesi di Lodi; fa parte del vicariato di Codogno.

## Storia

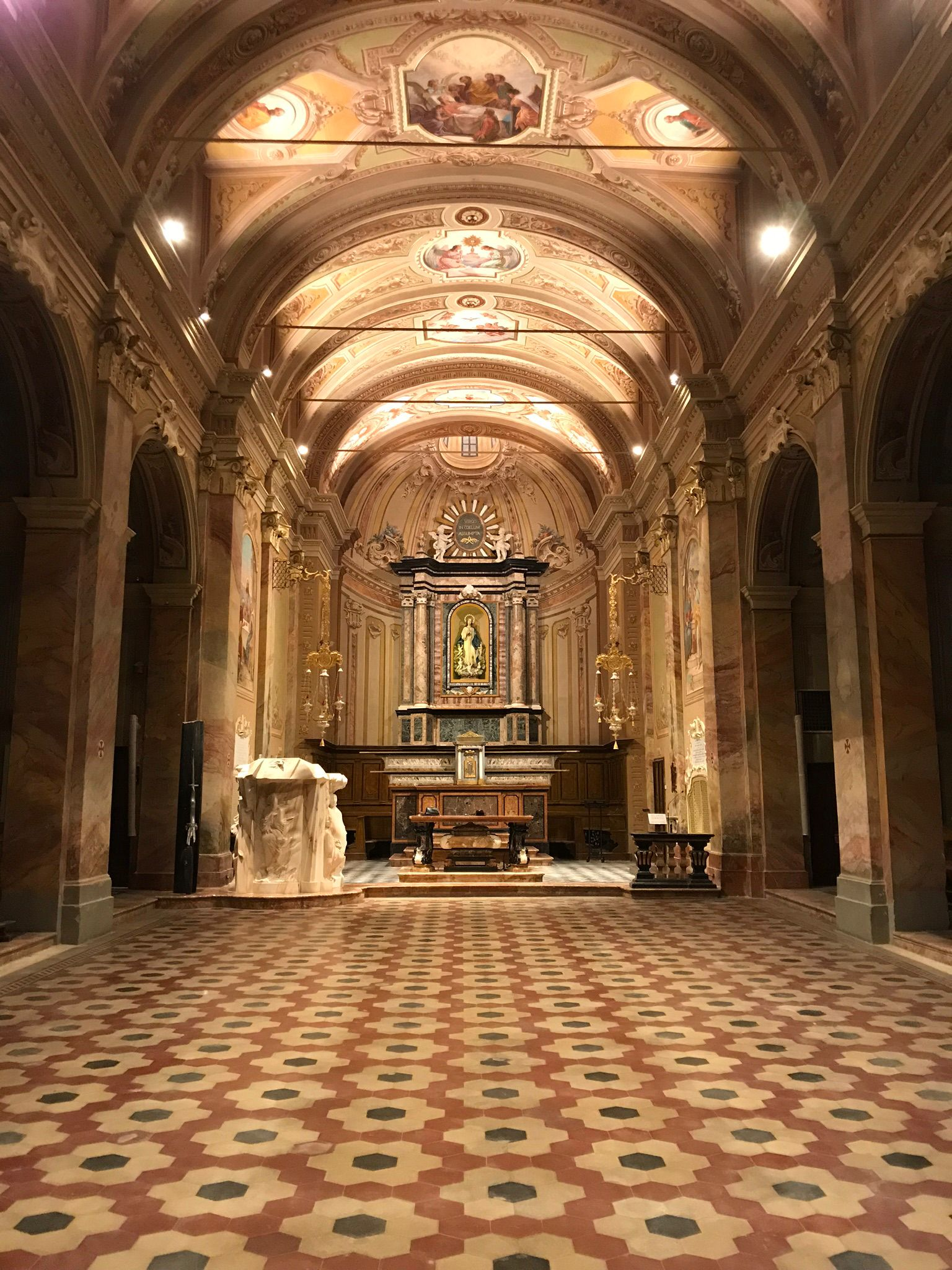
L'interno della chiesa.

La prima citazione di una chiesa a Caselle Landi è contenuta in un atto del 1230 eseguito dal notaio Iacobo Mussi nel quale i fratelli conti Guido e Nicolò, fu Enrico, conte di Lomello, transitarono presso Caselle del Po, nel borgo di Santa Maria, dove si trovava la via della chiesa di San Giovanni delle Caselle. Come testimoniato da altri documenti risalenti al XIII secolo, questo edificio si trovava sopra il Po, ovvero nelle vicinanze del corso del fiume.
Nel secolo successivo venne edificata una nuova chiesa, denominata di Santa Maria delle Caselle, che fu realizzata in un lotto di terra ceduto in affitto perpetuo da parte di Giovanni de Brachiforti in cambio del pagamento annuale di due moggia di miglio e di due capponi.
Un successivo edificio, dedicato alla Santissima Trinità, a Santa Maria e e tutta la corte celeste fu completato nel XVI secolo e consacrato nel 1526 alla presenza del vescovo titolare di Sebaste Pietro Recorda, nonché del feudatario Ludovico Landi. Un'ulteriore chiesa fu costruita nella seconda metà del secolo, venendo poi distrutta, come gli edifici precedenti, da una piena del fiume Po.

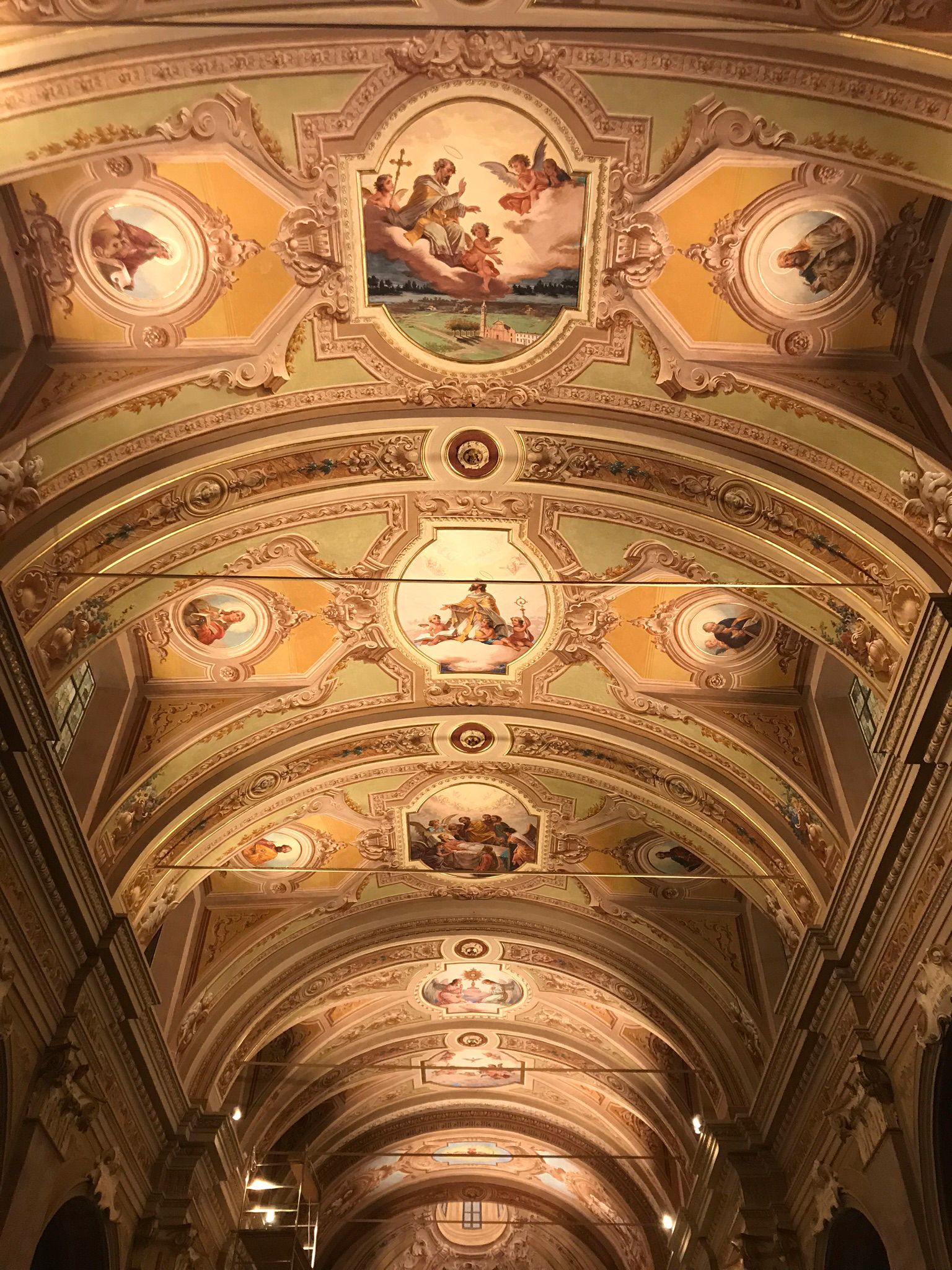
La navata centrale dopo il restauro del 2019.

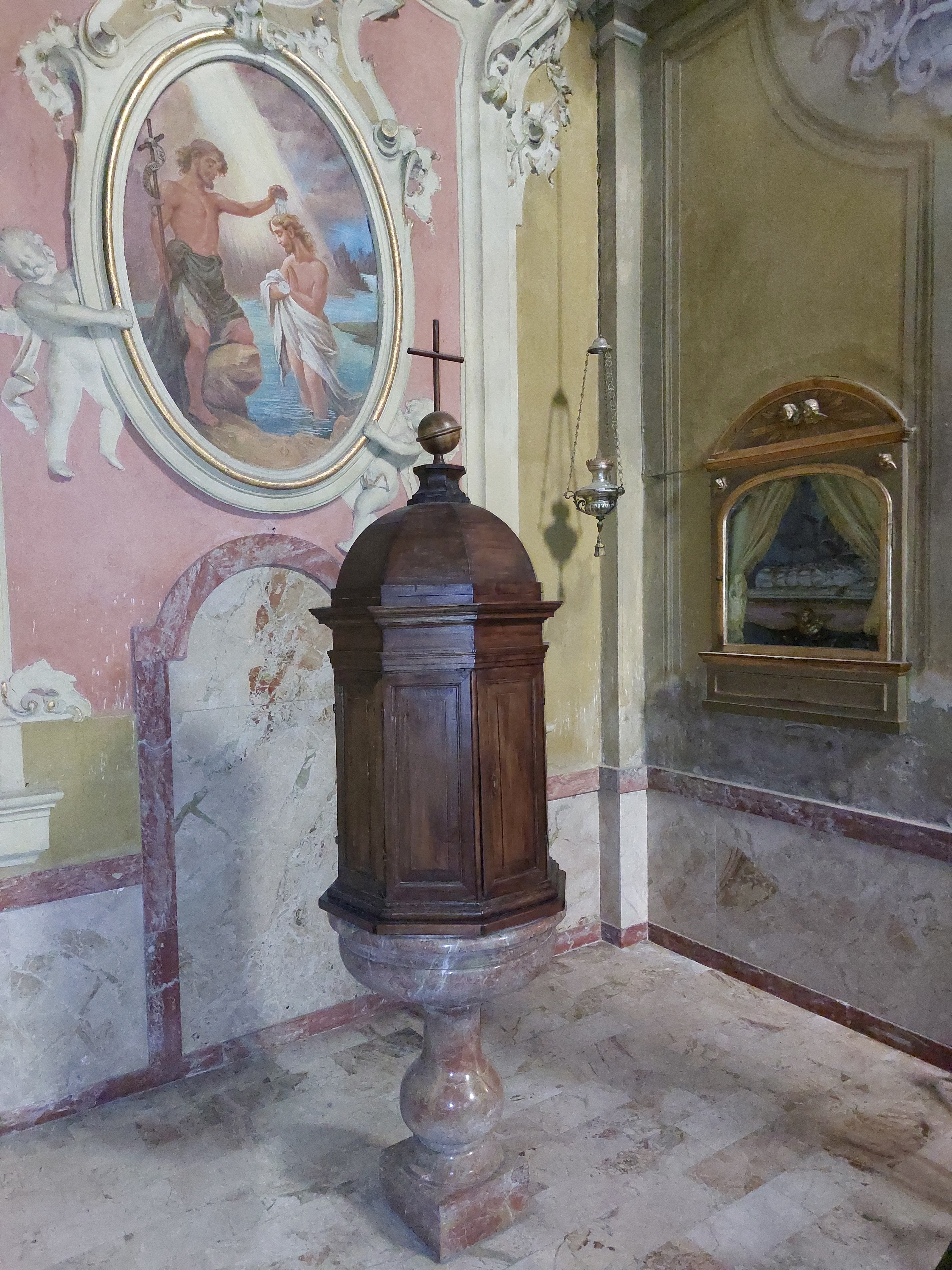
Il battistero, con sulla destra, la nicchia dedicata a Maria Bambina e, al centro, un affresco del battesimo di Gesù.

Nel 1600 l'edificio andato perso fu sostituito da un altro, per la cui costruzione i capifamiglia del paese si erano impegnati ad autotassarsi l'anno precedente. Nel giugno 1652 le reliquie di San Paolo martire, precedentemente custodite, insieme a quelle di sant'Agostino, all'interno delle catacombe della basilica di san Saturnino a Cagliari, giunte a Piacenza il 5 gennaio 1647 e successivamente riconosciute come autentiche dal vescovo di Piacenza Alessandro Scappi, furono traslate alla chiesa di Caselle Landi per volontà del marchese Nicola Landi, al quale erano state a sua volta donate da Francesco Berani.
Nel 1750 fu infine completata la costruzione della nuova chiesa, la quale rimase alle dipendenze della diocesi di Piacenza fino al 1819, quando, dopo che in periodo Napoleonico Caselle Landi era stata distaccata amministrativamente dalla città di Piacenza, le parrocchie appartenenti alla diocesi piacentina poste a nord del fiume Po vennero aggregate alla diocesi di Lodi. La chiesa fu poi consacrata nell'aprile 1857.

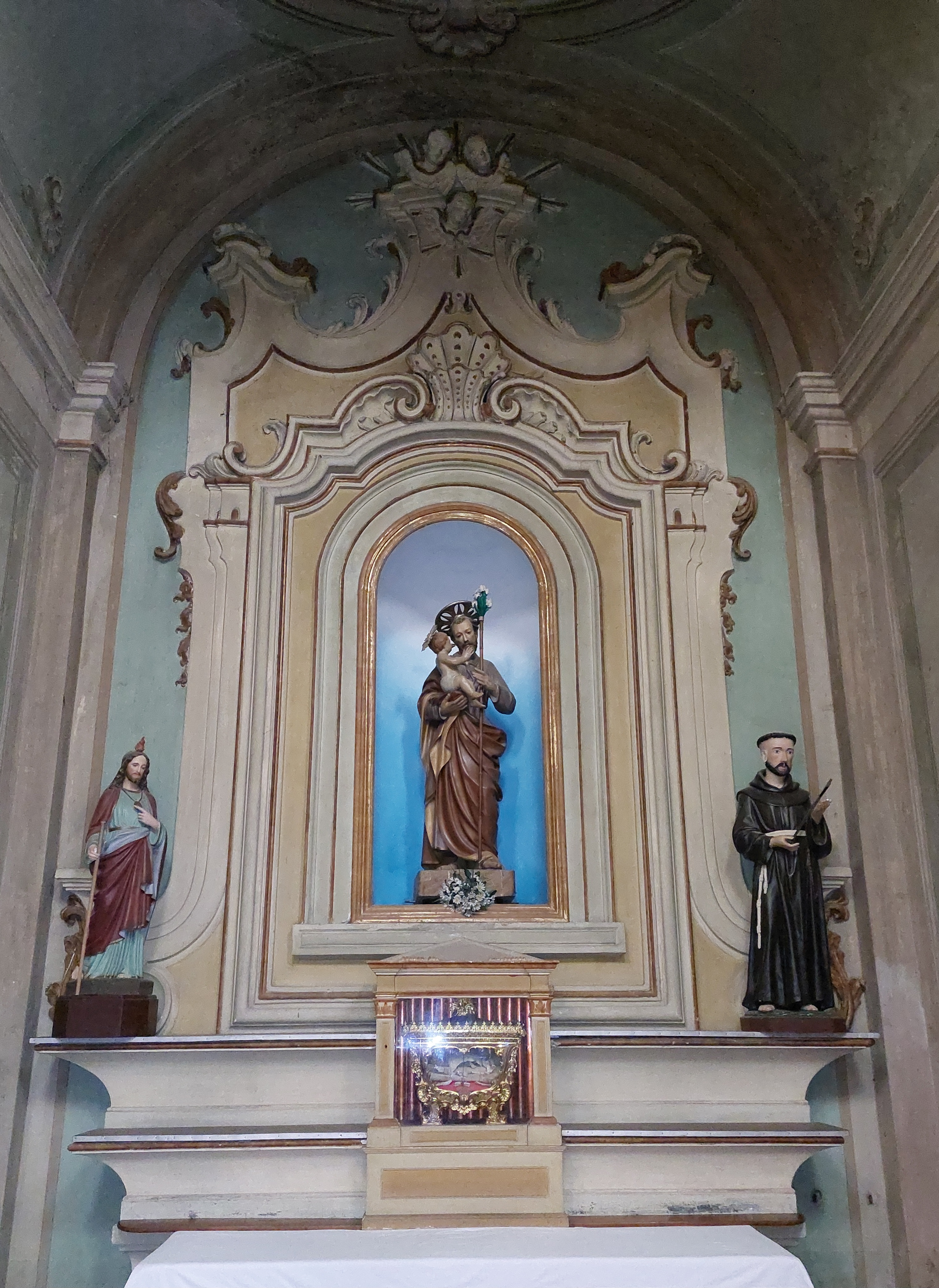
La cappella di san Giuseppe, con la teca contenente le reliquie di san Paolino martire.

Nel 1858 fu installato all'interno della chiesa un organo, realizzato da Luigi Biancardi, che andava a sostituire un precedente strumento non più in condizione di essere utilizzato a causa dell'usura.
Nell'ottobre 1897 il vescovo di Lodi, monsignor Giovanni Battista Rota, in occasione della sua visita pastorale a Caselle Landi, procedette a ritirare le reliquie di san Paolo Martire; il 12 maggio 1898, lo stesso vescovo, alla presenza delle autorità sanitarie, effettuò un'ispezione della teca contenente le reliquie, verificando che essa conteneva al proprio interno i resti ossei di un uomo di circa 30 anni di età; il successivo 27 maggio il vescovo effettuò la restituzione alla parrocchia casellese della teca.
Alla fine del XIX secolo, come testimoniato da una relazione dell'ingegnere Giuseppe Marchi risalente al luglio 1898, il campanile, posizionato tra il coro e le abitazioni dedicate ai coauditori si trovava in cattive condizioni; il suo posizionamento, inoltre, rendeva complessi lavori di ristrutturazione, nonché pregiudicava la visibilità dell'orologio. Sulla base di questa relazione l'arciprete di Caselle inviò la richiesta della costruzione di una nuova torre campanaria al prefetto di Milano, questa richiesta includeva anche il costo stimato per la costruzione, ovvero 8 162,29 lire italiane. I lavori di edificazione iniziarono nell'agosto 1899 e furono completati, con la produzione della relazione di collaudo, nel dicembre 1900. Due anni più tardi il castello in ferro predisposto durante la realizzazione del campanile fu completato con la posa della nuova campana, dedicata a tutti i Santi e consacrata dal vescovo Rota.
Nel biennio compreso tra il 1909 e il 1910 vennero eseguiti diversi interventi di decorazione, illuminazione e verniciatura dell'edificio, con l'intervento del pittore Paolo Zambelli, il quale realizzò diversi dipinti e decorazioni e di Bartolomeo Asti, che si occupò della zona del pulpito.
L'edificio subì negli anni diversi restauri, l'ultimo dei quali, avvenuto tra il 2016 e il 2019, interessò la navata e il presbiterio.

## Descrizione

### Esterno

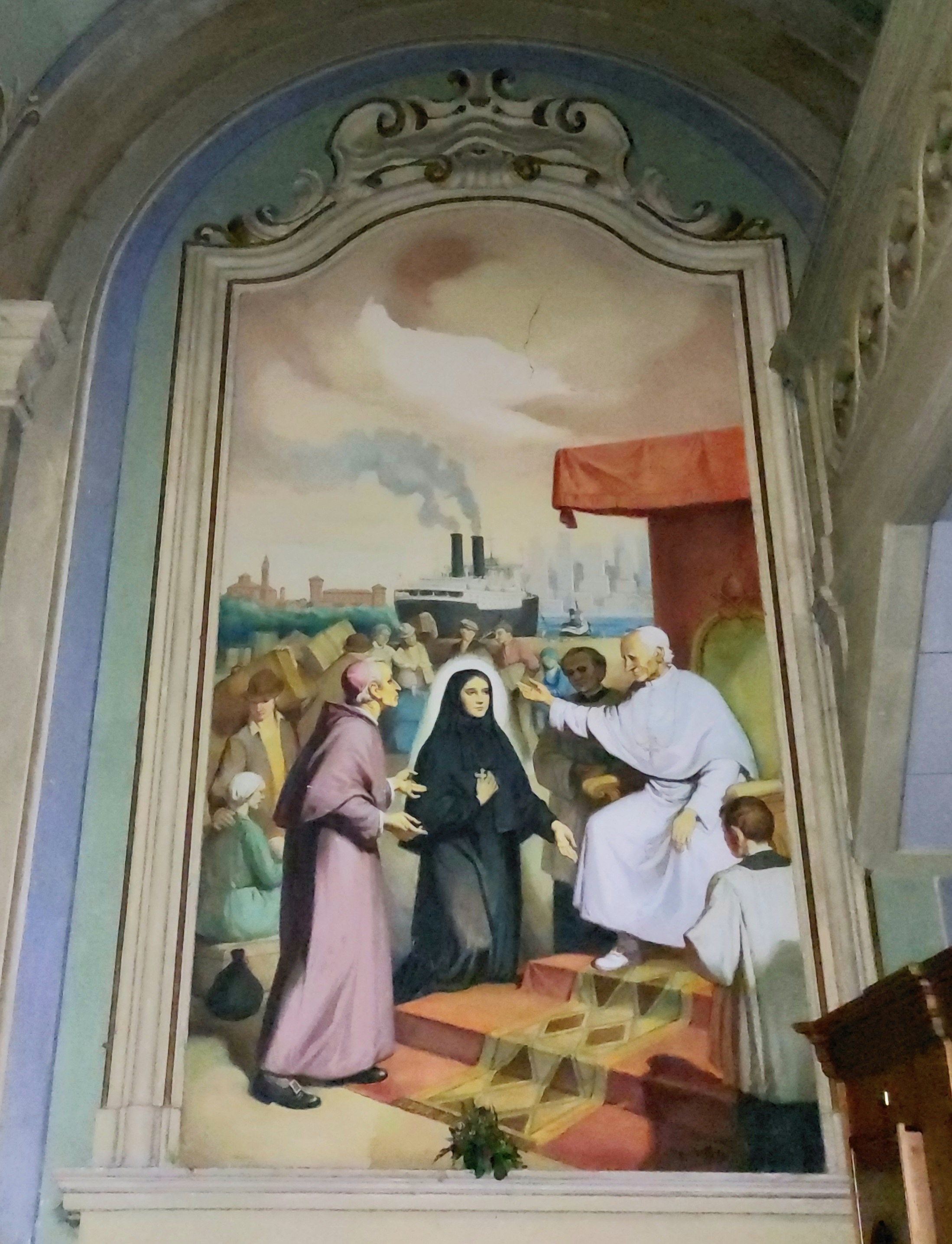
L'affresco di madre Cabrini che parte per le Americhe.

L'edificio, che presenta una pianta rettangolare con abside semicircolare, è a navata unica su cui si apre una serie di cappelle laterali. La facciata è formata da due ordini la cui porzione mediana, raccordata con i lati per mezzo di due volute, termina in un timpano di forma trinagolare. L'unico portale di accesso all'interno è sormontato da una decorazione con l'effige della Vergine Maria.

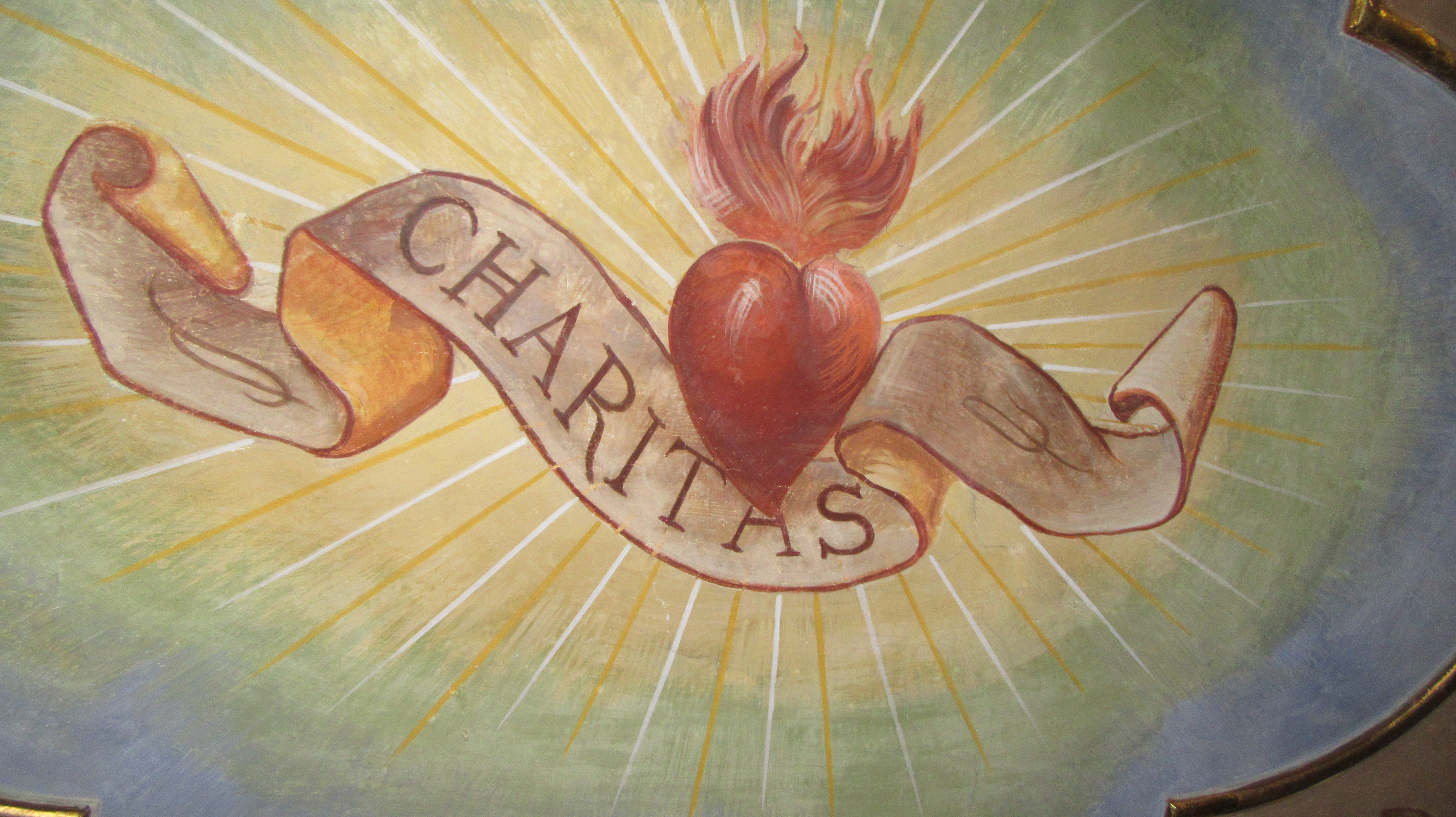
Il Sacro Cuore, affresco posto nel catino sopra il presbiterio.

Alla chiesa si affiancano, sulla destra della facciata, la cappella della madonna di Lourdes e la torre campanaria, costruita tra il 1899 e il 1900, alta 38,95 m e dominata da una cupola piramidale sul cui culmine si trova una sfera posta alla base di una croce realizzata in materiale ferreo. Lateralmente rispetto al campanile è presente una costruzione a due piani a base rettangolare, risalente al XX secolo e utilizzata come oratorio.

### Interno

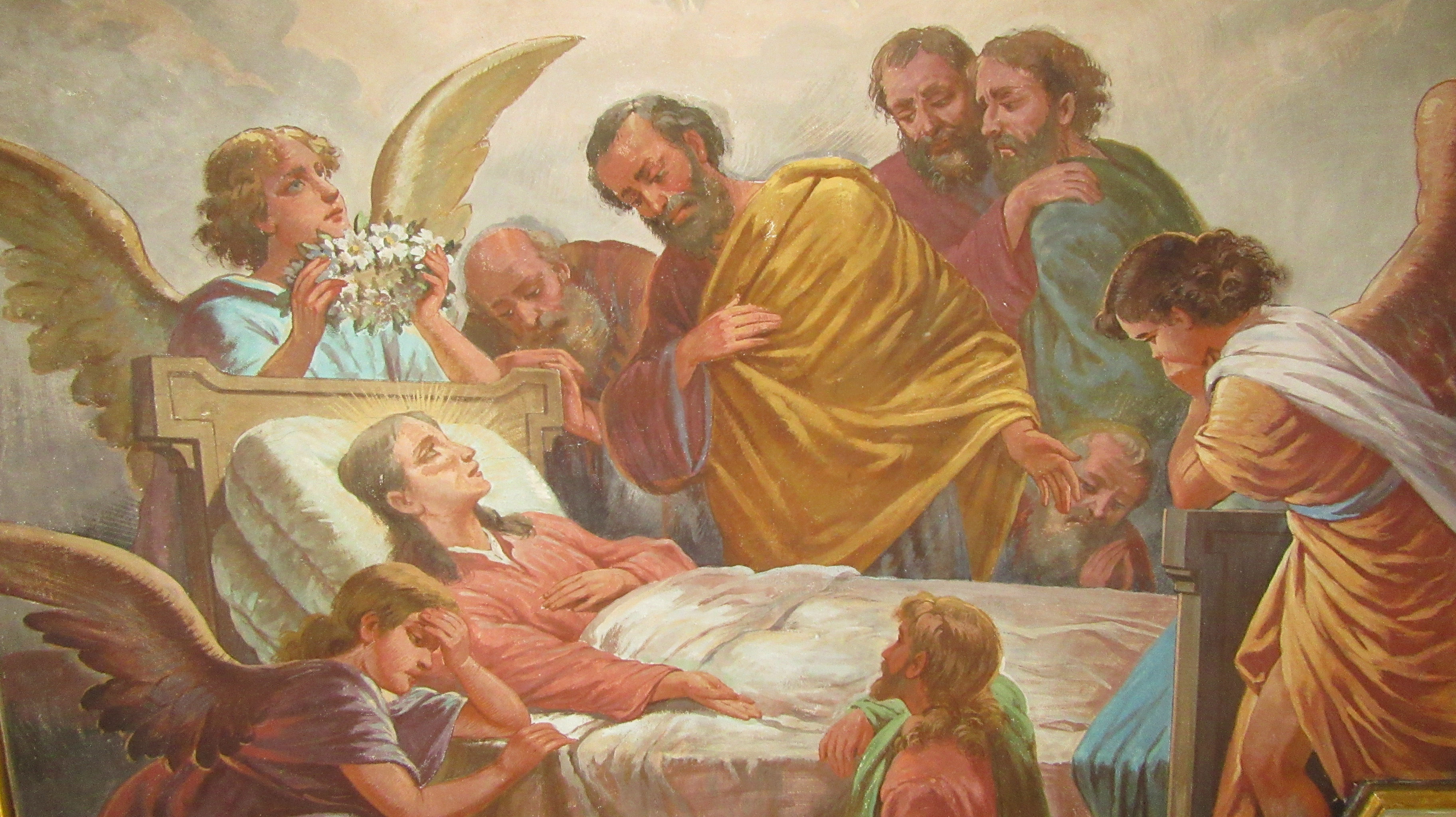
La dormizione di Maria, affresco posto sulla navata centrale.

L'interno è ad un'unica navata. All'ingresso, a sinistra, è presente il battistero con una nicchia dedicata a Maria Bambina. Sulla destra è presente un affresco del 1984 di Luigi Arzuffi raffigurante santa Francesca Cabrini che, accompagnata da mons. Scalabrini, riceve da papa Leone XIII l'incarico di missionaria negli Stati Uniti.
A seguire, a destra la cappella della Madonna del Rosario e a sinistra di s. Antonio da Padova.
Le seconde cappelle sono dedicate, a destra, al Sacro Cuore e, a sinistra, alla Madonna Addolorata, con una statua in tiglio scolpita da Giovanni dell'Orto. Le ultime cappelle sono dedicate a san Giuseppe e san Savino, patrono di Caselle Landi. Nelle varie cappelle, sono presenti simulacri più piccoli dedicati a altri santi.
Il presbiterio è stato rimodernato negli anni '70 del XX secolo con il posizionamento dell'altare verso il popolo e l'avvicinamento dell'altare maggiore verso l'abside.
Nel presbiterio e nella navata sono presenti degli affreschi e delle decorazioni a tempera realizzate tra il 1909 e il 1910 dal pittore Paolo Zambelli, il quale si occupò anche degli stucchi posti a decorazione delle lesene e dell'applicazione di fogli dorati.
Nell'altare consacrato a san Giuseppe, presente all'interno dell'omonima cappella, è conservata la teca in vetro e ottone contenente le reliquie di un certo san Paolo martire, chiamato Paolino a Caselle Landi forse per distinguerlo da san Paolo di Tarso.
Alle spalle dell'altare maggiore si trova una statua lignea della Madonna Assunta.